# 1 Atamański Pułk Kozacki
1 Atamański Pułk Kozacki (ros. 1-й Атаманский казачий полк) – kolaboracyjna jednostka wojskowa kawalerii złożona z Kozaków podczas II wojny światowej.
Był formowany od pocz. czerwca 1942 r. w Winnicy na okupowanej Ukrainie. Składał się z trzech dywizjonów kawalerii, liczących ponad 3 tys. ludzi. Na jego czele stanął ppłk Hans von Wolff. Latem 1942 r. pułk pełnił zadania ochronne i wartownicze w Dniepropietrowsku, Kremenczudze i Chorole. Od jesieni zwalczał partyzantkę w rejonie Połtawy i Białej Cerkwi, ponosząc duże straty. Wiosną 1943 r. został skierowany z frontu do Mławy (Mielau), gdzie wszedł w skład nowo formowanej 1 Kozackiej Dywizji Kawalerii gen. mjr. Helmutha von Pannwitza. Pułk został rozformowany, a jego żołnierze zasilili pułki I Dońskiej Brygady Kawalerii, na czele której stanął płk H. von Wolff.